# P.A. Lundgren
Per Axel Lundgren, född 3 juli 1911, död 27 september 2002, var en svensk scenograf och filmarkitekt, aktiv inom svensk film från 1940-talet till 1980-talet. Han gjorde scenografin till totalt 134 långfilmer, och har inte minst uppmärksammats för sitt långvariga samarbete med Ingmar Bergman. 

## Filmografi i urval
- 1944 – Excellensen
- 1956 – Det sjunde inseglet
- 1960 – Jungfrukällan
- 1962 – Älskarinnan
- 1963 – Tystnaden
- 1971 – Utvandrarna
- 1974 – En handfull kärlek
- 1975 – Jorden runt med Fanny Hill
- 1977 – Bröderna Lejonhjärta

## Utmärkelser
- Svenska Filmsamfundets plakett, 1960
- Juryns specialpris, Guldbaggegalan 1974, för scenografin i En handfull kärlek.